# Ta Keo
Pour la ville, voir Takeo.
Le Ta Keo est le temple d'État de Jayavarman V, construit sur le site d'Angkor au Cambodge au début du XIe siècle.
Les travaux continuèrent pendant le règne de Jayavīravarman mais furent interrompus par l'accession au trône de son rival Sūryavarman Ier en 1010.
Ils ne reprirent jamais, d'où l'aspect "brut" de ce temple, qui est construit en grès et latérite, et donc propice à la sculpture des superbes bas-reliefs khmers.
Ta Keo est un temple-montagne classique avec cinq tours élevées sur la plate-forme pyramidale à cinq niveaux très escarpés (21 m de haut pour une base de 120 m sur 105 m ; la terrasse est un carré de 50 m de côté).

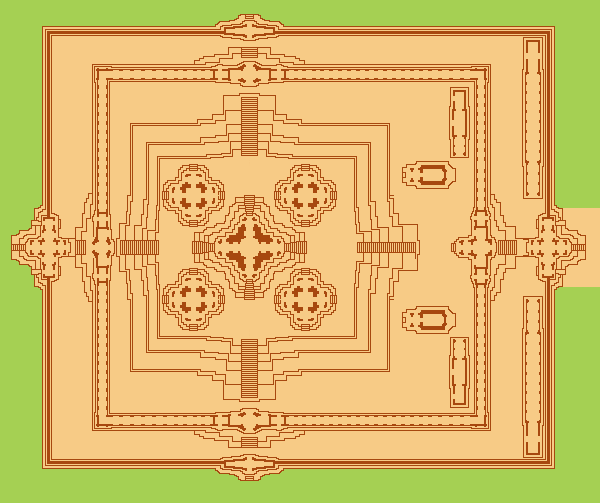
Plan du Ta Keo.
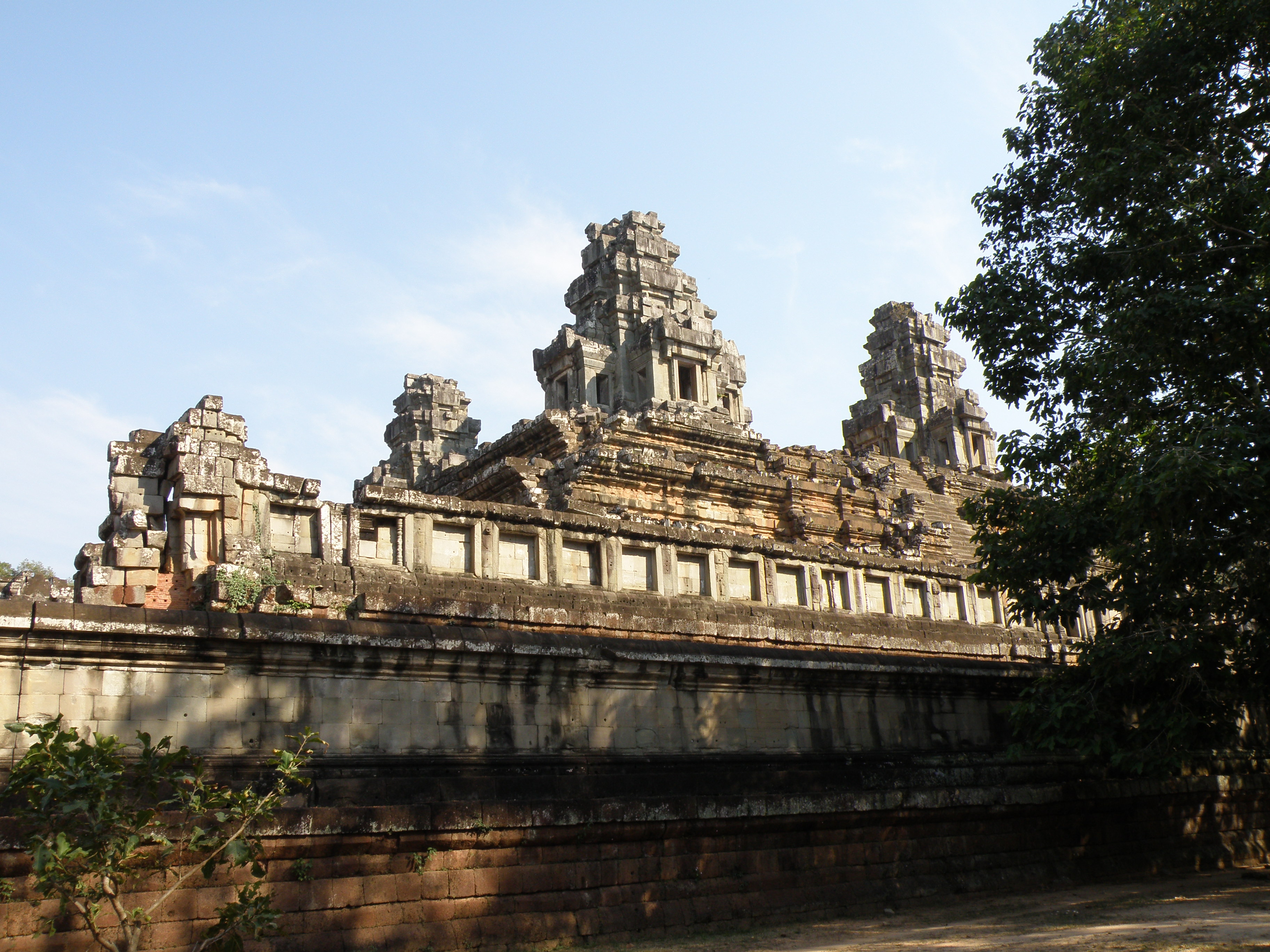
Fausses fenêtres de la galerie périphérique.

C'est l'un des premiers temples comportant une galerie pourtournante, au deuxième niveau.